# First Division (Zypern) 2014/15
Die First Division 2014/15, aus Sponsorengründen auch Marfin Laiki League genannt, war die 76. Spielzeit der höchsten Spielklasse der Republik Zypern im Männerfußball. Sie begann am 23. August 2014 und endete am 24. Mai 2015.

## Vereine
| Verein                | Stadt     | Stadion                      | Kapazität |
| --------------------- | --------- | ---------------------------- | --------- |
| Ethnikos Achnas       | Achna     | Dasaki-Stadion               | 07.000    |
| AO Agia Napa          | Agia Napa | Paralimni-Stadion            | 05.800    |
| Ermis Aradippou       | Larnaka   | Dasaki-Stadion               | 07.000    |
| Anorthosis Famagusta  | Larnaka   | Antonis-Papadopoulos-Stadion | 10.320    |
| Nea Salamis Famagusta | Larnaka   | Ammochostos-Stadion          | 05.500    |
| AEK Larnaka           | Larnaka   | GSZ-Stadion                  | 13.032    |
| Othellos Athienou     | Larnaka   | Antonis-Papadopoulos-Stadion | 10.320    |
| AEL Limassol          | Limassol  | Tsirio-Stadion               | 13.331    |
| Apollon Limassol      | Limassol  | Tsirio-Stadion               | 13.331    |
| Doxa Katokopia        | Nikosia   | Makario-Stadion              | 16.000    |
| APOEL Nikosia         | Nikosia   | GSP-Stadion                  | 22.859    |
| Omonia Nikosia        | Nikosia   | GSP-Stadion                  | 22.859    |

## Erste Runde
In der ersten Saisonrunde spielten die zwölf Vereine um die Platzierungen, nach denen die Mannschaften in der zweiten Saisonhälfte in zwei Gruppen zu je sechs Teams gegliedert wurden.
Die sechs bestplatzierten Vereine erreichten die Meisterschaftsrunde, die Teams auf den Plätzen sieben bis zwölf spielen gegen den Abstieg. In den einzelnen Gruppen wurde die jeweils erreichte Punktzahl aus den 22 Spielen der Vorrunde übertragen, sodass die jeweilige zweite Runde je nach Tabellensituation teilweise nur geringfügige Änderungen hervorrufen konnte.
Bei Punktgleichstand war für die Platzierung zunächst der direkte Vergleich ausschlaggebend.

### Tabelle
| Pl. | Verein                | Sp. | S  | U | N  | Tore    | Diff. | Punkte |
| --- | --------------------- | --- | -- | - | -- | ------- | ----- | ------ |
| 1.  | Apollon Limassol      | 22  | 15 | 3 | 4  | 049:260 | +23   | 48     |
| 2.  | APOEL Nikosia (M, P)  | 22  | 13 | 7 | 2  | 034:130 | +21   | 46     |
| 3.  | AEK Larnaka           | 22  | 11 | 6 | 5  | 041:230 | +18   | 39     |
| 4.  | Omonia Nikosia        | 22  | 12 | 3 | 7  | 032:220 | +10   | 39     |
| 5.  | Anorthosis Famagusta  | 22  | 12 | 2 | 8  | 032:220 | +10   | 38     |
| 6.  | Ermis Aradippou       | 22  | 10 | 5 | 7  | 029:280 | +1    | 35     |
| 7.  | AEL Limassol          | 22  | 7  | 9 | 6  | 033:260 | +7    | 30     |
| 8.  | Ethnikos Achnas       | 22  | 5  | 7 | 10 | 019:370 | −18   | 22     |
| 9.  | Nea Salamis Famagusta | 22  | 4  | 7 | 11 | 016:290 | −13   | 19     |
| 10. | Othellos Athienou (N) | 22  | 3  | 7 | 12 | 013:260 | −13   | 16     |
| 11. | AO Agia Napa (N)      | 22  | 3  | 7 | 12 | 021:420 | −21   | 16     |
| 12. | Doxa Katokopia        | 22  | 3  | 5 | 14 | 014:380 | −24   | 14     |

Platzierungskriterien: 1. Punkte – 2. Direkter Vergleich (Punkte, Tordifferenz, geschossene Tore, Auswärtstore bei zwei Teams) – 3. Tordifferenz – 4. geschossene Tore
| (M) | amtierender zyprischer Meister     |
| (P) | amtierender zyprischer Pokalsieger |
| (N) | Neuaufsteiger der letzten Saison   |

### Kreuztabelle
| 2014/15               | AEK Larnaka | AEL Limassol |     | APOEL Nikosia | Apollon Limassol | Agia Napa | Doxa Katokopia | Ermis Aradippou | Ethnikos Achnas | Nea Salamis Famagusta | OTH | Omonia Nikosia |
| --------------------- | ----------- | ------------ | --- | ------------- | ---------------- | --------- | -------------- | --------------- | --------------- | --------------------- | --- | -------------- |
| AEK Larnaka           |             | 1:1          | 1:0 | 0:2           | 3:1              | 2:0       | 1:0            | 0:0             | 5:0             | 2:0                   | 2:2 | 1:3            |
| AEL Limassol          | 1:0         |              | 4:1 | 2:1           | 1:2              | 3:0       | 0:0            | 2:3             | 2:2             | 1:1                   | 1:0 | 0:1            |
| Anorthosis Famagusta  | 2:1         | 2:1          |     | 0:1           | 0:1              | 4:1       | 1:0            | 2:0             | 0:0             | 1:0                   | 1:0 | 2:1            |
| APOEL Nikosia         | 4:4         | 0:0          | 2:0 |               | 1:0              | 1:1       | 0:0            | 1:0             | 4:0             | 1:0                   | 1:1 | 1:0            |
| Apollon Limassol      | 2:5         | 3:3          | 2:0 | 0:0           |                  | 1:0       | 2:0            | 3:2             | 3:0             | 5:0                   | 4:0 | 3:0            |
| AO Agia Napa          | 1:2         | 1:1          | 1:5 | 1:3           | 2:5              |           | 2:2            | 2:1             | 0:0             | 1:1                   | 1:0 | 1:3            |
| Doxa Katokopia        | 1:4         | 0:4          | 0:4 | 0:2           | 1:3              | 1:0       |                | 0:2             | 3:1             | 1:1                   | 0:0 | 0:1            |
| Ermis Aradippou       | 0:4         | 2:2          | 1:0 | 2:1           | 1:3              | 2:2       | 2:1            |                 | 2:1             | 3:1                   | 1:0 | 1:1            |
| Ethnikos Achnas       | 2:1         | 4:2          | 0:0 | 0:4           | 0:2              | 2:1       | 1:2            | 0:0             |                 | 1:1                   | 0:0 | 1:0            |
| Nea Salamis Famagusta | 0:0         | 0:2          | 2:3 | 0:1           | 4:0              | 0:0       | 1:0            | 0:1             | 2:1             |                       | 0:1 | 1:1            |
| Othellos Athienou     | 1:1         | 0:0          | 0:2 | 1:2           | 2:2              | 2:1       | 2:0            | 0:2             | 1:2             | 0:1                   |     | 0:1            |
| Omonia Nikosia        | 0:1         | 2:0          | 3:2 | 1:1           | 1:2              | 1:2       | 4:2            | 2:1             | 2:0             | 3:0                   | 1:0 |                |

## Zweite Runde

### Meisterschaftsrunde
Die sechs bestplatzierten Vereine der ersten Runde erreichten die Meisterschaftsrunde, in der es neben der Meisterschaft auch um die internationalen Plätze im Europapokal ging.

#### Abschlusstabelle
| Pl. | Verein               | Sp. | S | U | N | Tore    | Diff. | Punkte | Bonus | Gesamt |
| --- | -------------------- | --- | - | - | - | ------- | ----- | ------ | ----- | ------ |
| 1.  | APOEL Nikosia (M, P) | 10  | 4 | 4 | 2 | 018:130 | +5    | 16     | 46    | 62     |
| 2.  | AEK Larnaka          | 10  | 6 | 2 | 2 | 015:800 | +7    | 20     | 39    | 59     |
| 3.  | Apollon Limassol     | 10  | 3 | 2 | 5 | 010:150 | −5    | 11     | 48    | 59     |
| 4.  | Omonia Nikosia       | 10  | 5 | 2 | 3 | 020:120 | +8    | 17     | 39    | 56     |
| 5.  | Anorthosis Famagusta | 10  | 4 | 2 | 4 | 018:150 | +3    | 14     | 38    | 52     |
| 6.  | Ermis Aradippou      | 10  | 1 | 2 | 7 | 008:250 | −17   | 05     | 35    | 40     |

Platzierungskriterien: 1. Punkte – 2. Direkter Vergleich (Punkte, Tordifferenz, geschossene Tore, Auswärtstore bei zwei Teams) – 3. Tordifferenz – 4. geschossene Tore – 5. Play-off (nur bei entscheidender Meisterschaftsrunde, Abstiegsrunde oder Relegation). 
| (M) | amtierender zyprischer Meister     |
| (P) | amtierender zyprischer Pokalsieger |
| (N) | Neuaufsteiger der letzten Saison   |

#### Kreuztabelle
| 2014/15              | AEK Larnaca |     | APOEL Nikosia | Apollon Limassol | Ermis Aradippou | Omonia Nikosia |
| -------------------- | ----------- | --- | ------------- | ---------------- | --------------- | -------------- |
| AEK Larnaka          |             | 2:0 | 1:0           | 2:0              | 2:1             | 2:1            |
| Anorthosis Famagusta | 3:0         |     | 3:3           | 3:1              | 3:1             | 1:3            |
| APOEL Nikosia        | 1:1         | 1:0 |               | 2:2              | 3:0             | 3:2            |
| Apollon Limassol     | 1:0         | 1:3 | 1:0           |                  | 2:2             | 2:1            |
| Ermis Aradippou      | 0:4         | 1:1 | 2:4           | 1:0              |                 | 0:1            |
| Omonia Nikosia       | 1:1         | 2:1 | 1:1           | 1:0              | 7:1             |                |

### Abstiegsrunde
Nachdem in der ersten Runde bereits zwei Absteiger in die Second Division ermittelt wurden, spielen die sechs teilnehmenden Vereine der Abstiegsrunde den dritten Absteiger untereinander aus.

#### Abschlusstabelle
| Pl. | Verein                | Sp. | S | U | N | Tore    | Diff. | Punkte | Bonus | Gesamt |
| --- | --------------------- | --- | - | - | - | ------- | ----- | ------ | ----- | ------ |
| 7.  | Ethnikos Achnas       | 10  | 6 | 1 | 3 | 018:120 | +6    | 19     | 22    | 41     |
| 8.  | AEL Limassol          | 10  | 2 | 3 | 5 | 009:160 | −7    | 09     | 30    | 39     |
| 9.  | Nea Salamis Famagusta | 10  | 5 | 2 | 3 | 015:800 | +7    | 17     | 19    | 36     |
| 10. | AO Agia Napa (N)      | 10  | 3 | 5 | 2 | 011:120 | −1    | 14     | 16    | 30     |
| 11. | Doxa Katokopia        | 10  | 4 | 2 | 4 | 015:170 | −2    | 14     | 14    | 28     |
| 12. | Othellos Athienou (N) | 10  | 2 | 3 | 5 | 013:160 | −3    | 09     | 16    | 25     |

Platzierungskriterien: 1. Punkte – 2. Direkter Vergleich (Punkte, Tordifferenz, geschossene Tore, Auswärtstore bei zwei Teams) – 3. Tordifferenz – 4. geschossene Tore – 5. Play-off (nur bei entscheidender Meisterschaftsrunde, Abstiegsrunde oder Relegation). 
| (N) | Neuaufsteiger der letzten Saison |

#### Kreuztabelle
| 2014/15               | OTH | AEK Larnaka | AO Agia Napa | Doxa Katokopia | Ethnikos Achnas | Nea Salamis Famagusta |
| --------------------- | --- | ----------- | ------------ | -------------- | --------------- | --------------------- |
| Othellos Athienou     |     | 3:0         | 2:2          | 0:1            | 1:2             | 0:2                   |
| AEL Limassol          | 0:1 |             | 2:2          | 0:4            | 1:2             | 2:0                   |
| AO Agia Napa          | 2:2 | 1:0         |              | 0:0            | 1:0             | 0:0                   |
| Doxa Katokopia        | 3:3 | 1:2         | 0:1          |                | 1:5             | 3:0                   |
| Ethnikos Achnas       | 3:1 | 1:1         | 3:2          | 0:2            |                 | 2:1                   |
| Nea Salamis Famagusta | 1:0 | 1:1         | 3:0          | 6:0            | 1:0             |                       |

## Torschützenlisten
| Pl. | Name            | Team                 | Tore |
| --- | --------------- | -------------------- | ---- |
| 1.  | Mickaël Poté    | Omonia Nikosia       | 17   |
| 2.  | Ifeanyi Onyilo  | Ermis Aradippou      | 15   |
| 3.  | Rafik Djebbour  | APOEL Nikosia        | 14   |
| 3.  | Fotios Papoulis | Apollon Limassol     | 14   |
| 5.  | Andreas Makris  | Anorthosis Famagusta | 13   |
| 6.  | Valdo           | Ethnikos Achnas      | 11   |